# Verkaslompolo
Verkaslompolo är en sjö i Kiruna kommun i Lappland och ingår i Torneälvens huvudavrinningsområde. Sjön har en area på 0,117 kvadratkilometer och ligger 408 meter över havet. Verkaslompolo ligger i Torneträsk-Soppero fjällurskog Natura 2000-område.

## Delavrinningsområde
Verkaslompolo ingår i det delavrinningsområde (757156-173549) som SMHI kallar för Mynnar i Verkasjoki. Medelhöjden är 454 meter över havet och ytan är 20,18 kvadratkilometer. Det finns inga avrinningsområden uppströms utan avrinningsområdet är högsta punkten. Vattendraget som avvattnar avrinningsområdet har biflödesordning 4, vilket innebär att vattnet flödar genom totalt 4 vattendrag innan det når havet efter 396 kilometer. Avrinningsområdet består mestadels av skog (76 procent) och sankmarker (22 procent). Avrinningsområdet har 0,51 kvadratkilometer vattenytor vilket ger det en sjöprocent på 2,5 procent.